# Goodwill Games 1990

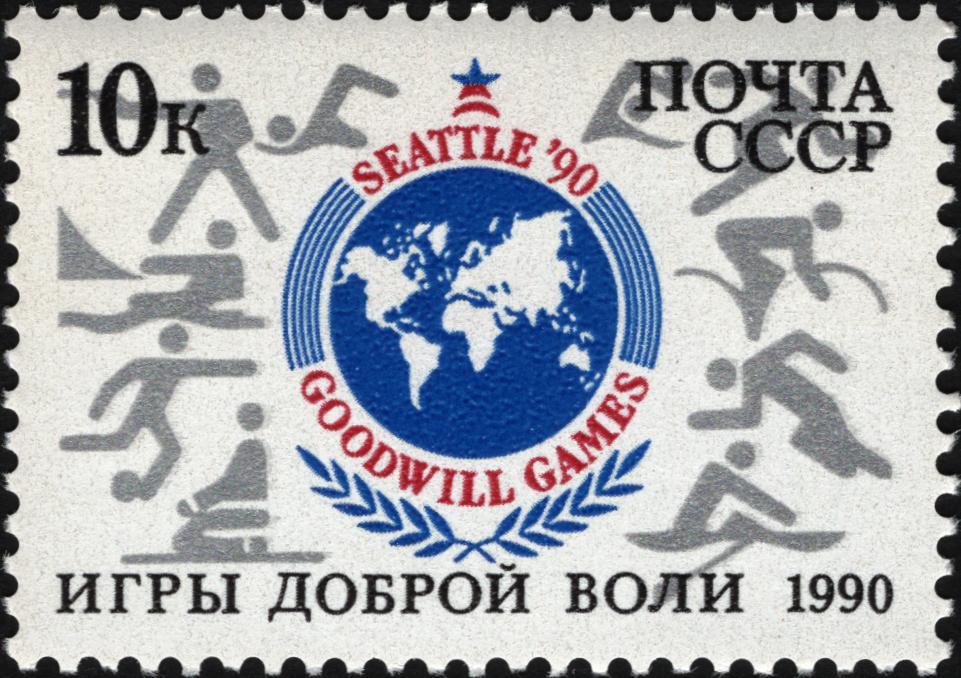
Estampilla soviética de 1990 con el logotipo de los juegos

Los Goodwill Games de 1990 fueron la segunda edición de los Goodwill Games (Juegos de la Buena Voluntad), un evento multideportivo internacional creado por Ted Turner, que se llevó a cabo entre el 20 de julio y el 5 de agosto de 1990 en Seattle, Washington, Estados Unidos, destacando el papel de la competencia en el fomento de buenas relaciones soviético-estadounidenses. Los juegos se abrieron en el Husky Stadium de la Universidad de Washington con un discurso del expresidente estadounidense Ronald Reagan, así como un discurso de Arnold Schwarzenegger y actuaciones de Moody Blues y Gorky Park. Las 3 primeras naciones en el medallero se mantuvieron igual que en la edición anterior: la Unión Soviética ganó los juegos con 66 medallas de oro y un total de 188 medallas, Estados Unidos fue subcampeón con 60 medallas de oro y 161 medallas en total, mientras que Alemania Oriental quedó en tercer lugar con 11 oros.
El lema de los juegos fue "Uniting the World's Best" (Uniendo a los mejores del mundo), y un total de 2312 atletas de 54 países participaron en eventos de 19 deportes. El contingente de atletas de cada país no desfiló por separado en la ceremonia de apertura, sino que todos los atletas ingresaron al estadio como una gran masa (enfatizando el tema de la unidad internacional).
Los juegos contaron con un importante aspecto cultural respecto a la edición anterior. Alrededor de 1400 deportistas soviéticos fueron a Estados Unidos y se quedaron con familias anfitrionas en Seattle. Los cosmonautas soviéticos también visitaron las escuelas de la ciudad y el Circo Estatal de Moscú ofreció una serie de actuaciones. Junto con el evento deportivo se llevó a cabo un Festival de Artes de los Juegos de Buena Voluntad: 1300 artistas participaron en el festival, que contó con la actuación del Ballet Bolshoi, una exhibición de museo de la historia soviética y una producción teatral de Guerra y paz de León Tolstoi. De manera similar a la edición anterior de los juegos, la edición de 1990 del evento no tuvo éxito financiero y, como resultado, Ted Turner perdió personalmente $ 44 millones.
Se rompieron 2 récords mundiales durante los Juegos: la marca de los 200 metros braza fue superada por los tres medallistas en la carrera, y el estadounidense Mike Barrowman mejoró el récord a dos minutos y 11,53 segundos. La atleta soviética Nadezhda Ryashkina completó un récord mundial de 41:56.21 en los 10 km marcha.
Turner otorgó a Seattle los derechos de hospedaje para los juegos de 1990 el 6 de junio de 1986, por delante de Nueva York, Filadelfia, Chicago y Atlanta.

## Sedes de competición

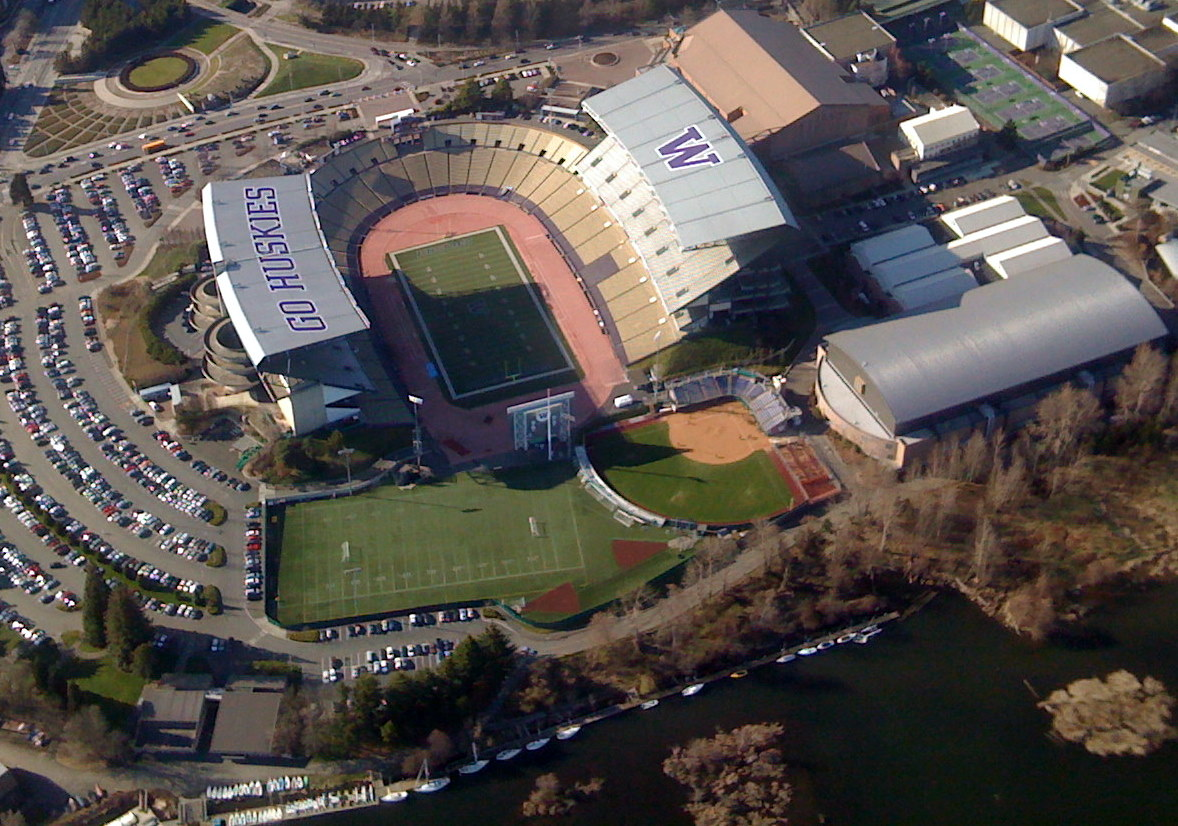
El Husky Stadium albergó la ceremonia de apertura de los juegos

Aunque se anunció que los juegos tenían lugar en Seattle, los eventos se llevaron a cabo en lugares de todo el estado de Washington:
- Estadio Cheney (béisbol) en Tacoma[4]
- Enumclaw Fair Grounds (fase ecuestre, pentatlón moderno) en Enumclaw, Washington
- Hec Edmundson Pavilion (voleibol) en Seattle[1]
- Husky Stadium (atletismo) en Seattle[1]
- Centro acuático Weyerhaeuser King County (clavados, natación, nado sincronizado, waterpolo) en Federal Way[1]
- Seattle Center Coliseum (baloncesto) en Seattle[4]
- Spokane Coliseum (levantamiento de pesas, gimnasia rítmica, voleibol) en Spokane[5]
- Tacoma Dome (patinaje artístico, gimnasia, final de hockey sobre hielo) en Tacoma[4][6]
- Tri-Cities Coliseum (hockey sobre hielo, patinaje artístico) en Kennewick[7]
- Centro de remo y vela Mount Baker, Lago Washington (remo)

## Deportes
| - Atletismo - Baloncesto - Balonmano - Béisbol - Boxeo - Ciclismo - Clavados | - Gimnasia - Halterofilia - Hockey sobre hielo - Judo - Lucha - Nado sincronizado - Natación | - Patinaje artístico - Pentatlón moderno - Remo - Voleibol - Waterpolo |

## Países participantes
Un total de 54 naciones estuvieron representadas en los Juegos de 1990 con un total de 2312 atletas que asistieron a los juegos.
| - Alemania Occidental - Alemania Oriental - Australia - Bahamas - Brasil - Bulgaria - Canadá - China - Colombia - Corea del Norte - Corea del Sur - Costa de Marfil - Cuba - Checoslovaquia - Dinamarca - Yibuti - Egipto - España | - Estados Unidos - Etiopía - Francia - Reino Unido - Hungría - Irlanda - Islandia - Islas Vírgenes de los Estados Unidos - Italia - Jamaica - Japón - Kenia - Marruecos - México - Mongolia - Níger - Nigeria - Noruega | - Nueva Zelanda - Países Bajos - Omán - Perú - Polonia - Portugal - Puerto Rico - Rumania - Somalia - Surinam - Suecia - Suiza - China Taipéi - Tanzania - Turquía - Unión Soviética - Venezuela - Yugoslavia |

## Medallero
País organizador (Estados Unidos)
| Núm.  | País                                 | Oro | Plata | Bronce | Total |
| ----- | ------------------------------------ | --- | ----- | ------ | ----- |
| 1     | Unión Soviética                      | 66  | 68    | 54     | 188   |
| 2     | Estados Unidos                       | 60  | 53    | 48     | 161   |
| 3     | Alemania Oriental                    | 11  | 8     | 24     | 43    |
| 4     | Bulgaria                             | 8   | 7     | 9      | 24    |
| 5     | China                                | 6   | 7     | 3      | 16    |
| 6     | Cuba                                 | 6   | 4     | 3      | 13    |
| 7     | Alemania Occidental                  | 4   | 3     | 8      | 15    |
| 8     | Canadá                               | 4   | 1     | 6      | 11    |
| 9     | Polonia                              | 4   | 1     | 0      | 5     |
| 10    | Corea del Sur                        | 3   | 2     | 2      | 7     |
| 10    | España                               | 3   | 2     | 2      | 7     |
| 12    | Rumania                              | 2   | 4     | 2      | 8     |
| 13    | Japón                                | 2   | 3     | 10     | 15    |
| 14    | Italia                               | 2   | 2     | 1      | 5     |
| 15    | Yugoslavia                           | 2   | 1     | 0      | 3     |
| 16    | Hungría                              | 1   | 1     | 5      | 7     |
| 16    | Países Bajos                         | 1   | 1     | 5      | 7     |
| 18    | Jamaica                              | 1   | 1     | 2      | 4     |
| 19    | Dinamarca                            | 1   | 1     | 1      | 3     |
| 20    | Mongolia                             | 1   | 1     | 0      | 2     |
| 21    | Checoslovaquia                       | 1   | 0     | 0      | 1     |
| 21    | México                               | 1   | 0     | 0      | 1     |
| 21    | Marruecos                            | 1   | 0     | 0      | 1     |
| 21    | Surinam                              | 1   | 0     | 0      | 1     |
| 25    | Australia                            | 0   | 4     | 3      | 7     |
| 26    | Reino Unido                          | 0   | 2     | 2      | 4     |
| 27    | Turquía                              | 0   | 2     | 1      | 3     |
| 28    | Etiopía                              | 0   | 2     | 0      | 2     |
| 28    | Nueva Zelanda                        | 0   | 2     | 0      | 2     |
| 30    | Brasil                               | 0   | 1     | 6      | 7     |
| 31    | Kenia                                | 0   | 1     | 1      | 2     |
| 32    | Bahamas                              | 0   | 1     | 0      | 1     |
| 33    | Francia                              | 0   | 0     | 1      | 1     |
| 33    | Irlanda                              | 0   | 0     | 1      | 1     |
| 33    | Suecia                               | 0   | 0     | 1      | 1     |
| 33    | Islas Vírgenes de los Estados Unidos | 0   | 0     | 1      | 1     |
| Total | Total                                | 192 | 186   | 202    | 580   |